# Mohammad-Ali Behboudi

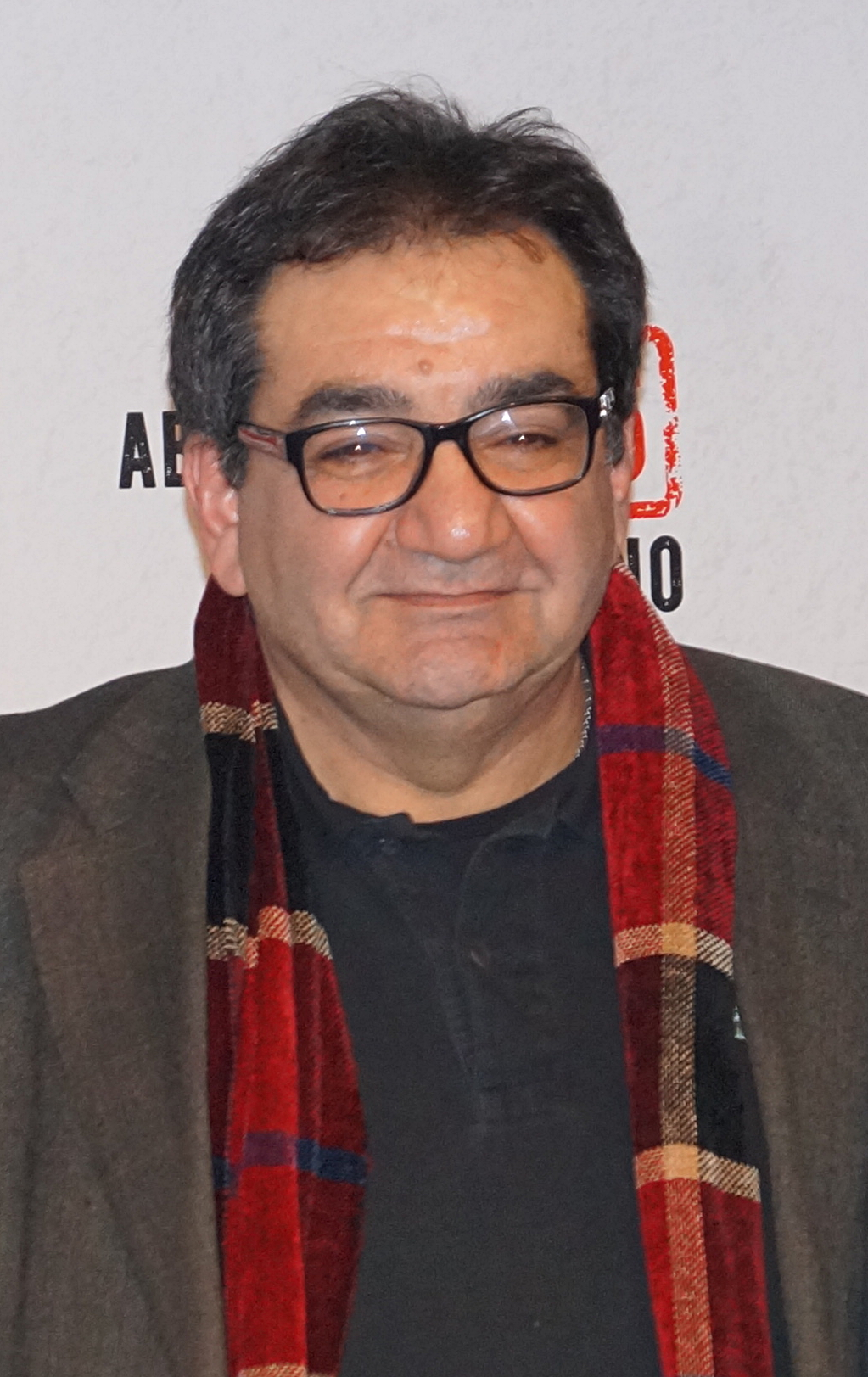
Mohammad-Ali Behboudi (2015)

Mohammad-Ali Behboudi (* 23. August 1956 in Zandschan, Iran) ist ein iranischer Schauspieler und Regisseur.

## Leben
Bereits mit 16 Jahren gründete er mit einem Freund die freie Theatergruppe „Kaweh“, die Stoffe des persischen Neorealismus und des epischen Theaters von Bertolt Brecht inszenierte. Seine künstlerische Ausbildung erhielt er von 1981 bis 1983 in der traditionsreichen Theaterschule „Anahita“ in der Hauptstadt Teheran. Aufgrund politischen Drucks emigrierte er 1984 nach Deutschland.
Am 22. April 1991 absolvierte er die Bühnenreife-Prüfung vor der Paritätischen Prüfungs-Kommission in Mönchengladbach-Rheydt und gründete 1993 das freie „Welt-Theater“ in Köln, das er bis heute leitet. Von 1998 bis 2002 belegte er einen Studiengang „Kultur-Management“ an der Fern-Universität Hagen. Von Februar 1995 bis Juli 2012 war er festes Ensemble-Mitglied des Oberhausener Stadttheaters.
Verschiedene Engagements führen ihn nach Stuttgart, Hamburg, Zürich, Wuppertal und Bonn. Durch seine zahlreichen Kontakte im In- und Ausland nahm er an diversen Theaterfestivals auf der ganzen Welt teil, so in Brasilien, Burkina Faso oder in seiner Heimat Iran. Auch außerhalb des Theaters war er in TV- und Kinoproduktionen zu sehen, so unter anderem im Tatort, der Lindenstraße, Solo für Sudmann oder Ein todsicheres Ding. Politisch engagierte sich Behboudi bei den Grünen, für die er bei der Landtagswahl in Nordrhein-Westfalen 2012 im Landtagswahlkreis Oberhausen I kandidierte.

## Theater (Auswahl)

### Darsteller
- 1990–1991: Nachtasyl (Maxim Gorki, Staatstheater Stuttgart, Regie: Wolf – Dietrich Sprenger)
- 1992–1993: Himmel auf Erden (Roge Lille, Schauspielhaus Zürich, Regie: Alois Michael Heigel)
- 1995–1996: Schöne Tage (Kornel Mundruczo, Stadttheater Oberhausen, Regie: Kornel Mundruczo)
- 1996–1997: Angst und Abscheu in der BRD (Dirk Laucke, Stadttheater Oberhausen, Regie: Dirk Laucke)
- 1998–1999: Einer flog über das Kuckucksnest (Ken Kesey, Stadttheater Oberhausen, Regie: Stefan Maurer)
- 1999–2000: Leben des Galilei (Bertolt Brecht, Stadttheater Oberhausen, Regie: Otto Schnelling)
- 2000–2001: Die Himmelsleiter (David Edgar, Stadttheater Wuppertal, Regie: Holk Freytag)
- 2003–2004: Herr Mautz (Sibylle Berg, Stadttheater Bonn, Regie Klaus Weise)
- 2004–2005: 1001 Nacht heute (Stadttheater Oberhausen, Regie: Mohammad-Ali Behboudi)
- 2010–2011: Auf der anderen Seite (Fatih Akin, WLT, Regie: Christian Scholze)
- 2011–2012: Die Räuber (Friedrich Schiller, Stadttheater Oberhausen, Regie: Johannes Lepper)
- 2012–2013: Barfuss Nackt Herz in der Hand (Ali Jalali, Stadttheater Oberhausen, Regie: Thomas Goritzki)
- seit 2014: Ich werde nicht hassen (Izzeldin Abuelaish, Theaterhaus Stuttgart, Regie: Ernst Konarek)
- 2016: Nathan der Weise, (Ephraim Lessing, Sultan Saladin, Ernst Deutsch Theater Hamburg, Regie: Wolf-Dietrich Sprenger)
- 2017–2018: Em Charley sei Tante, (Schauspielbühnen Stuttgart, Regie: Stephan Bruckmeier)
- 2018: Der gute Mensch von Sezuan, (Bertolt Brecht, Ernst Deutsch Theater Hamburg, Regie: Wolf-Dietrich Sprenger)

### Regie
- 1996: Lederfresse (Helmut Krausser, Stadttheater Oberhausen)
- 1999: Die Stühle (Eugene Ionesco, Stadttheater Oberhausen)
- 2002: Der einzige Vogel der die Kälte nicht fürchtet (Zoran Drvenkar, Stadtbibliothek Duisburg)
- 2003: Dreck (Robert Schneider, Die Säule, Duisburg)
- 2004: 1001 Nacht heute (Stadttheater Oberhausen)
- 2005: Die Judenbuche (Annette von Droste-Hülshof, Stadttheater Oberhausen)
- 2015: Die Kollektive Schuld (Welt-Theater Köln)
- 2020: Träum Weiter, (Nesrin Samderli, Ernst Deutsch Theater Hamburg)

## Fernsehen (Auswahl)
- 1994: Lindenstraße – Heimkehr (TV-Serie)
- 1997: Solo für Sudmann – Beim Barte des Propheten (TV-Serie)
- 1997: Ein todsicheres Ding (Fernsehfilm)
- 2000: Eine Handvoll Glück (Fernsehfilm)
- 2004: Männer wie wir
- 2005: Der Dicke – Zu viele Klienten (TV-Serie)
- 2005: Tatort – Wo ist Max Gravert? (TV-Reihe)
- 2007: Ein spätes Mädchen (Fernsehfilm)
- 2013: Schnitzel und Dolmades (Video)
- 2013: Tatort – Macht und Ohnmacht (TV-Reihe)
- 2013: Tatort – Wer das Schweigen bricht (TV-Reihe)
- 2013: Danni Lowinski – Scheidung auf islamisch (TV-Serie)
- 2014: Glückskind (Fernsehfilm)
- 2014: Tatort – Türkischer Honig
- 2016: Nobel (Fernsehserie)
- 2018–2019: Das Ende der Wahrheit (Rolle: Jafar Al Bahador, Regie: Philipp Leinemann, Walker und Worm, Kinospielfilm)
- 2019: Der Bulle und das Biest (Fernsehserie)
- 2017–2019: Atlas, (Rolle: Hadi, Regie: David Nawrath, 23/5 Filmproduktion GmbH, Kinospielfilm)
- 2019–2019: Alarm für Cobra 11, (Rolle: Onkel Ömer, Regie: Tozza / Paschmann	RTL)
- 2019–2019: Mann, Sieber! (Rolle: Imam, Regie: Erik Polls, ZDF)
- 2018–2019: Villa Eva (Rolle: Herr Moshiri, Regie: Michi Riebl, ARD, SR)
- 2019–2020: Julia muss sterben, (Rolle: Salim, Regie: Marco Gadge, In One Media / Kinofilm)
- 2019–2020: Think Big, (Rolle: Herr Mutlu, Regie: Wolfgang Groos,Sat 1)

## Hörfunk
- 1990: Närrin mit der Hacke (SWF)
- 1991: Die Meerfahrt (WDR)
- 1996: Anna und das Rätsel der Sphinx (WDR)
- 1996: Um zum Schluss ein Wolkenbruch (WDR)
- 1998: Komplott am Nil (WDR)
- 1999: Papas Zimmer (WDR)
- 1999: Pflaume mit Salz (WDR)
- 2000: Das Geheimnis der Palina Oskarowna (WDR)
- 2002:  Der Taubenmann (WDR)
- 2003: Nomaden der Wüste (WDR)
- 2004: Harry Boones System
- 2004: Mansur oder der Duft des Abendlandes (WDR)
- 2004: Papa, was ist der Islam? (WDR)
- 2005: Zur Ehe gezwungen (WDR)
- 2006: Die dunkele Seite der Liebe (WDR)
- 2007: Radio Tatort Der Amir (WDR)
- 2008: Schehrezad und der Brunnen der Geschichten (WDR)
- 2008: Radio Tatort Verhandlungssache (WDR)
- 2010: Bilal. Als Illegaler auf dem Weg nach Europa (WDR)
- 2021: Jenseits der Zeit (Trisolaris-Trilogie nach Liu Cixin) (WDR)

## Auszeichnungen
- 2019 – Nominierung SMS Self Made Shorties 2019 mit dem „Das Glück“.
- 2017 – 20. Heidelberger Theatertage, Publikumspreis für Ich werde nicht hassen.
- 2015 – Monica-Bleibtreu-Preis, Beste zeitgenössisches Drama 2015, Hamburg für Ich werde nicht hassen.
- 1998 – Festival „Theaterzwang“, mit dem Preis der Stiftung Kunst und Kultur des Landes Nordrhein-Westfalen und des Kultursekretariats NRW ausgezeichnet worden.[1]
- 1997 – Inszenierung „Lederfresse“, mit dem ersten Preis bei „Theatrend“ Langenfeld.
- 1997 – Ausgezeichnet wegen seiner Aktivitäten im Rahmen des „Welt-Theaters“ und grenzüberschreitenden künstlerischen Tätigkeiten ist er mit dem Oberhausener Theaterpreis.[1]